# Miopetaurista
Miopetaurista — викопний рід вивірок-літяг, що існував протягом міоцену та раннього пліоцену.

## Поширення
Представники роду були досить поширеними у Північній Америці, Європі та Азії. Рештки Miopetaurista знайдені у США, Франції, Португалії, Іспанії, Австрії, Швейцарії, Німеччині, Угорщині, Польщі, Україні та Китаї.

## Опис
Були здатні до ширяння як і сучасні літяги. Живилися фруктами і насінням.

## Види
- Miopetaurista crusafonti
- Miopetaurista dehmi
- Miopetaurista diescalidus
- Miopetaurista gaillardi
- Miopetaurista gibberosa
- Miopetaurista lappi
- Miopetaurista neogrivensis
- Miopetaurista thaleri
- Miopetaurista tobieni
- Miopetaurista webbi